# Quimaques
Quimeques  ou quimaques (também grafado Kimeks, Kimaks, Yemeks, Yamaks ou Djamuks) eram povos túrquicos da Idade Média, existentes entre 743 e 1050, e conhecidos na Arábia e na Pérsia .